# 卡爾霍恩 (伊利諾伊州)
卡爾霍恩（英語：Calhoun）是位於美國伊利諾伊州里奇蘭縣的一個村落。

## 地理
卡爾霍恩的座標為38°38′59″N 89°02′34″W / 38.64972°N 89.04278°W，而該地最高點為海拔高度166米（即545英尺）。

## 人口
根據2010年美國人口普查的數據，卡爾霍恩的面積為2.37平方千米，當中陸地面積為2.37平方千米，而水域面積為0.00平方千米。當地共有人口172人，而人口密度為每平方千米72人。